# Élisabeth de Clèves (1378-1430)
Elisabeth de Clèves (vers 1378 - Cologne, vers 1439) fut duchesse de Bavière-Ingolstadt de 1401 à 1413. Elle appartenait à la maison de La Marck.

## Biographie
Elisabeth est la fille du comte Adolphe Ier de Clèves et de Marguerite de Juliers, fille du comte de Berg, Gerard.
En 1393, elle épouse le comte Reinhold II de Heinsberg-Valkenburg, décédé en 1396. Le mariage reste sans enfant. Le 17 janvier 1401, son cousin, le duc Étienne III de Bavière-Ingolstadt devient le second époux d'Elisabeth, qui est de quarante ans son aîné. La cérémonie de mariage fait partie du couronnement de l'électeur Robert Ier en tant que roi des romains. Ce mariage reste également sans enfant.
Elisabeth a une mauvaise relation avec son beau-fils Louis VII, qui succède à son père comme duc de Bavière-Ingolstadt en septembre 1413. Louis refuse de lui attribuer le douaire d'une valeur de 6 000 florins par an, à la suite de quoi Elisabeth a des problèmes financiers et doit vendre une partie de ses vêtements et de ses bijoux. Ce n'est qu'après le Concile de Constance, en 1415 ou 1416, qu'elle réussit à convaincre son beau-fils de prendre en charge une partie de ses dettes. Même après cela, cependant, elle n'a pas reçu de paiements réguliers.
Elisabeth et Louis se réconcilient finalement en 1430 et elle reçoit un paiement unique de 12 000 florins. Après cela, elle vit retirée à Cologne, où Elisabeth meurt vers 1439. Elle est inhumée à l'église Saint-Maurice (nl) de Cologne.